# Ed Viesturs
Ed Viesturs (* 22. června 1959) je jediný americký a zároveň 14. muž, jemuž se podařilo stanout na 14 nejvyšších horách na světě.
(Podle nových pravidel Guinnessovy knihy rekordů z roku 2023 zohledňujících, kde na dlouhých hřebenech leží ten opravdu nejvyšší bod, je Viesturs první.) Celkem se mu zdařilo 21 úspěšných výstupů na osmitisícovky. Hned sedmkrát vystoupil na nejvyšší horu planety Mount Everest a dvakrát na Čo Oju. Všechny výstupy uskutečnil bez pomoci umělého kyslíku. Osobní motto: "Dostat se na vrchol je možnost. Vrátit se zpátky dolů povinnost."

## Život v mládí a kariéra
Viesturs se narodil rodičům německého a lotyšského původu ve Fort Wayne ve státě Indiana. V roce 1977 se přestěhoval do Seattlu ve státě Washington, kde začal studovat tamní univerzitu. Zde začal svou horolezeckou kariéru na sopce Mount Rainier.
V roce 1981 získal titul bakaláře zoologie. Později získal titul doktor veterinární medicíny. V oboru nezůstal, živil se jako námezdný dělník a horský vůdce, byl také průkopníkem při objevování sponzoringu jako jeden z prvních profesionálních horolezců, při získávání financí na své expedice.

## Horolezecké úspěchy
O horolezectví se Viesturs začal zajímat na univerzitě, když ho zaujaly výkony Maurice Herzoga, prvolezce na Annapurně. V roce 1989 zdolal svou první osmitisícovku Kančendžengu. Poté dvakrát stanul na vrcholu Mount Everestu. Roku 1992 vystoupil spolu se Scottem Fischerem na druhou nejvyšší horu světa K2. Při jednom z pokusů o výstup ovšem Fischera strhla lavina. Viesturs ho ale včas zachytil a zachránil mu tak život. I s vykloubeným ramenem pak dokázal Fischer s Viestursem vystoupit až na vrchol. Po výstupech na tři nejvyšší hory světa se začal plně věnovat horolezectví, stal se horským vůdcem a filmařem. Roku 1996 byl jmenován členem IMAX týmu, který natáčel úspěšný výstup na Mount Everest a stal se hvězdou tohoto filmu. Natáčel také na Dhaulágirí, Nanga Parbatu a Broad Peaku. Zahrál si také epizodní roli ve filmu Vertical Limit o výstupu na K2. Během svých expedic využíval jako jeden z prvních horolezců taktiky "dvojáků", kdy se snažil využít aklimatizaci pro výstup na dva vrcholy v krátké době po sobě.
Výstupem na Mount Everestu v roce 2009 se stal třetím nejúspěšnějším nešerpou této hory. Vícekrát dokázali dosáhnout vrcholu pouze Gheorghe Dijmarescu (9) a Dave Hahn (12). Některé výstupy uskutečnil s Veikkou Gustafssonem, finským horolezcem, který rovněž stanul na všech 14 osmitisícových vrcholech. Po absolvování Koruny Himálaje se začal komerčně věnovat motivačním přednáškám a ve volném čase běhu. V roce 2006, rok po zdolání poslední osmitisícovky Annapurny, absolvoval maratonský běh v New Yorku v čase 3:15:18. V roce 2007 se mu podařil 200. výstup na Mount Rainier.

## Úspěšné výstupy na osmitisícovky
- 1989 – Kančendženga (8586 m n. m.)
- 1990 – Mount Everest (8849 m n. m.)
- 1991 – Mount Everest (8849 m n. m.)
- 1992 – K2 (8611 m n. m.)
- 1994 – Mount Everest (8849 m n. m.)
- 1994 – Lhoce (8516 m n. m.)
- 1994 – Čo Oju (8201 m n. m.)
- 1995 – Makalu (8463 m n. m.)
- 1995 – Gašerbrum II (8035 m n. m.)
- 1995 – Gašerbrum I (8068 m n. m.)
- 1996 – Mount Everest (8849 m n. m.)
- 1996 – Čo Oju (8201 m n. m.)
- 1997 – Mount Everest (8849 m n. m.)
- 1999 – Manáslu (8163 m n. m.)
- 1999 – Dhaulágirí (8167 m n. m.)
- 2001 – Šiša Pangma (8027 m n. m.)
- 2003 – Nanga Parbat (8125 m n. m.)
- 2003 – Broad Peak (8047 m n. m.)
- 2004 – Mount Everest (8849 m n. m.)
- 2005 – Annapurna (8091 m n. m.)
- 2009 – Mount Everest (8849 m n. m.)